# بابلو بونتي (أسقف)
بابلو بونتي بوسيس (16 يونيو 1931 - 4 ديسمبر 2022) هو أسقف إسباني في الكنيسة الرومانية الكاثوليكية، عمل في الخدمة الدبلوماسية للكرسي الرسولي من عام 1962 حتى 2004. عُيّن رئيس أساقفة في عام 1980 وشغل منصب السفير البابوي في عدة دول، حيث وصفته صحيفة ديارو سور بأنه "أحد عمالقة الدبلوماسية الفاتيكانية" نظرًا لخبرته الطويلة وإسهاماته البارزة في تمثيل الكرسي الرسولي على الساحة الدولية.

## سيرته
وُلد بابلو بونتي في كوليندرس بمنطقة كانتابريا الإسبانية في 16 يونيو 1931، حيث حصل على الإجازة في الفلسفة عام 1952 ثم في اللاهوت عام 1956 من الجامعة البابوية كوميلاس في مدريد، قبل أن يُرسم كاهناً في 2 أبريل 1956. واصل تعليمه في الأكاديمية الكنسية البابوية ونال درجة الدكتوراه في القانون الكنسي من الجامعة الغريغورية الحبرية.

## أعماله
التحق بعدها بالخدمة الدبلوماسية للكرسي الرسولي عام 1962 حيث شغل مهامه الأولى في باراغواي وجمهورية الدومينيكان وبورتوريكو وكينيا وتنزانيا، قبل أن يُعيّن رئيساً للقسم الإسباني في أمانة سر دولة الفاتيكان عام 1970، مما وضع الأساس لمسيرته الطويلة في الدبلوماسية البابوية. في عام 1973، انتقل بونتي للعمل في لبنان ويوغوسلافيا، حيث مثل الكرسي الرسولي في مؤتمر الأمن والتعاون في أوروبا في هلسنكي. وفي عام 1978، ترأس الوفد الفاتيكاني في مؤتمر اليونسكو "مينسبول-2". في 18 مارس 1980، عيّنه البابا يوحنا بولس الثاني رئيس أساقفة فخرياً على ماكري وممثلاً بابوياً في إندونيسيا.

## مناصبه
وتلقى سيامته الأسقفية في 25 مايو من الكاردينال أنجيلو روسي، ليبدأ بذلك مرحلة جديدة من خدمته الدبلوماسية الرفيعة المستوى. في 18 مارس 1980، عيّنه البابا يوحنا بولس الثاني رئيس أساقفة فخرياً على ماكري وممثلاً بابوياً في إندونيسيا، حيث تلقى سيامته الأسقفية في 25 مايو من الكاردينال أنجيلو روسي. في 15 مارس 1986،عُيّن ممثلاً بابوياً للسنغال والرأس الأخضر بالإضافة إلى مندوباً رسولياً لغينيا بيساو وموريتانيا، ثم أضيفت إليه مسؤولية التمثيل البابوي لمالي في 12 مايو من نفس العام. في 31 يوليو 1989، عُيّن سفيراً بابوياً في السفارة البابوية في لبنان حيث لعب دوراً محورياً في جهود إنهاء الحرب الأهلية اللبنانية (1975-1990) من خلال اتصالاته مع مختلف الميليشيات وقادة الأحزاب الإسلامية، مما جعل فترة خدمته هناك نموذجاً للدبلوماسية الفاتيكانية الخفية التي تعمل خلف الكواليس لتحقيق السلام. في 25 مايو 1993، عُيّن سفيراً بابوياً للكويت ومندوباً رسولياً لشبه الجزيرة العربية.
انتقل ليكون السفير البابوي لبريطانيا العظمى في 31 يوليو 1997، حيث زار أبرشية كارديف عام 2001 للقاء رجال الدين والعلمانيين في أعقاب الاستبدال المؤقت لرئيس الأساقفة وإقالة كاهنين بسبب الاعتداء الجنسي على القاصرين.
قدم استقالته من منصب السفير البابوي في أكتوبر 2004، وقبلها البابا يوحنا بولس الثاني رسمياً في 11 ديسمبر 2004. في 25 أغسطس 2019، أثار بونتي جدلاً عندما دعا إلى رسامة النساء كاهنات في الكنيسة الكاثوليكية. كان بونتي أيضاً رئيس شمامسة في كاتدرائية سانتاندير.

## الوفاة
توفي في 4 ديسمبر 2022 عن عمر ناهز 91 عاماً، منهياً مسيرة دبلوماسية ودينية حافلة امتدت لأكثر من أربعة عقود.